# Alliberament de Sèrbia, Albània i Montenegro (1918)
L'alliberament de Sèrbia, Albània i Montenegro va ser una acció militar als Balcans durant la Primera Guerra Mundial, en la qual l'Exèrcit dels Aliats en Orient va alliberar a aquests tres països entre el 29 de setembre i el 13 de novembre de 1918 de l'ocupació per les Potències Centrals.

## Antecedents

### Les forces presents
Les unitats desplegades al front de Macedònia van patir els dos últims anys una guerra esgotadora. Alhora, el bloqueig dels Aliats van contribuir a afeblir permanentment les desmotivades unitats búlgares. A més, el reconeixement aeri proporcionava als Aliats una visió bastant exacta de les tropes de les Potències Centrals en la regió.

#### Les forces de les Potències Centrals
Les unitats de les Potències Centrals es van desplegar per fer front a les divisions dels Aliats que s'utilitzaven per tractar d'assegurar les múltiples rutes d'invasió de Macedònia, contra la voluntat de l'exèrcit búlgar; per tant, el comandant alemany Friedrich von Scholtz tenia en la rereguarda del front les seves reserves disseminades al llarg del front, tenint així la possibilitat de completar ràpidament les unitats en les zones amenaçades.
El total de tropes desplegades en Macedònia, poc abans de l'inici de la campanya, no era superior a 26 batallons, en part desmotivats, amb el suport d'una forta artilleria de 140 peces; d'altra banda, l'equipament es va mostrar ràpidament deficient.
Després de trencar el front a Macedònia, ràpidament els austrohongaresos i els alemanys van reduir els efectius d'altres fronts per a satisfer els més urgents; no obstant això, les unitats adreçades van ser incapaces de detenir l'avanç francès i serbi cap al Danubi.

#### Les forces dels Aliats
Per a efectuar una ofensiva de ruptura destinada a reconquerir Sèrbia, els Aliats van concentrar una força impressionant, formada per 75 batallons francesos i serbis, recolzats per 580 canons de tots els calibres. Aquests batallons serbis, de fet els dos primers Exèrcits serbis, tenien 140.000 soldats motivats per la possibilitat d'alliberar el seu país.
Ràpidament, les distàncies van transformar les operacions en una gran guerra de moviments, fent de la cavalleria i les unitats motoritzades les principals forces de l'ofensiva dels Aliats.

### La ruptura del Front de Macedònia
En la Segona batalla del Dòiran, 43.000 soldats britànics, recolzats els grecs, van atacar 30.000 soldats búlgars. Els búlgars van aconseguir repel·lir l'atac, però les seves tropes van quedar retingudes i no van poden reunir-se a la vall del Vàrdar. Davant dels avanç dels francesos i serbis i amb l'assessorament dels alemanys, l'exèrcit búlgar es retira.
Malgrat que es va dur a terme amb gran cura, la preparació de l'ofensiva dels Aliats contra el front alemany-búlgar a Macedònia no va passar desapercebuda al reconeixement aeri alemany i búlgar, i algunes unitats es van redistribuir per tal de fer front a una ofensiva que va ser analitzada pels estrategs de les Potències Centrals com a menor. El 15 de setembre de 1918, les tropes franceses i sèrbies van atacar contra de les posicions alemanyes i búlgares, aixafats prèviament per un potent bombardeig d'artilleria. Un cop obtinguda la ruptura en tot el front, el 18 de setembre, va començar l'operació; hi va haver combats en les valls del Vàrdar i Crna, i les tropes franceses i sèrbies gairebé van ser detingudes per les derrotades tropes alemanyes i búlgares.
Després d'una setmana d'intensos combats, les tropes franceses i sèrbies van ocupar Üsküb, node de comunicacions de les Potències Centrals en Macedònia, que els va permetre equipar-se i privar a les tropes de les Potències Centrals de la seva principal base de subministrament als Balcans. D'altra banda, en prendre la ciutat, les tropes franceses i sèrbies van privar a les unitats enemigues destinades més al sud de retirar-se cap a Bulgària i a les Potències Centrals: ràpidament, el 9è Exèrcit alemany, una força composta per 69.000 búlgars, austrohongaresos i alemanys, es van veure obligats a rendir-se. Finalment, la naturalesa lineal de les tropes de les Potències Centrals en el sector va impedir la seva ràpida recuperació, enfront de l'aviació i una cavalleria dels Aliats que bombardejaven o perseguien a les unitats austrohongareses i alemanyes en retirada.

### L'armistici búlgar
El 26 de setembre de 1918, es va fer evident la derrota de Bulgària i el govern de Sofia va demanar l'armistici; en poque hores d'intercanvis entre la delegació de Bulgària i el comandament francès, es va signar l'armistici en Tessalònica el 29 de setembre.
Les condicions van ser especialment dures per al regne conquerit; de fet es va estipular la ràpida evacuació de l'exèrcit búlgar dels territoris serbis controlats pels búlgar. També s'esmenta una ocupació dels Aliats dels punts estratègics del territori búlgar, amb el compromís de trencar les seves relacions amb Alemanya; aquesta clàusula tenia com a objectiu efectuar una ocupació de territoris búlgars únicament amb unitats sèrbies.
Aquestes condicions amenaçaven totes les conquestes de les Potències Centrals als Balcans, inclosa la sostenibilitat de la presència austrohongaresa a Sèrbia. De fet, les unitats búlgares es van concentrar al front austrohongarès d'Albània i Macedònia, i amenaçaven la cohesió de la retirada de les línies del front austrohongareses en la regió.

### Les reaccions d'Àustria-Hongria i Alemanya
Amb la rendició de Bulgària, els estrategs alemanys i austrohongaresos es van proposar de fer un pla provisional. Ludendorff, per exemple, oferia una acció militar contra el govern de Sofia, tenint en compte la concentració d'un exèrcit austrohongarès-alemany en Sèrbia per detenir l'avanç dels Aliats. Però les escasses reserves de les Potències Centrals en aquest moment del conflicte va prohibir una ràpida implementació d'aquesta solució sense greus conseqüències per al subministrament d'Àustria-Hongria.

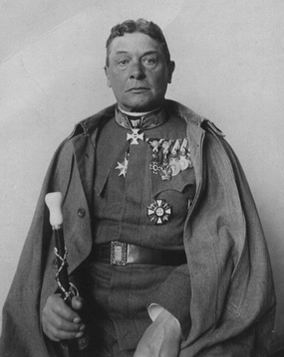
Hermann Kövess, responsable de les unitats alemanyes i austrohongareses encarregades d'aturar les tropes sèrbies i franceses.

Per tant, el cap del quarter general de l'exèrcit alemany va concentrar diverses divisions d'infanteria en la regió de Niš, sota la tutela d'un governador militar designat per a l'ocasió. Així, d'acord amb el comandament austrohongarès, estava prevista una línia de front per bloquejar en Niš l'avanç victoriós de les tropes dels Aliats; composta per tropes d'elit austrohongareses-alemanyes adequadament proveïdes per una roda de trens que arribarien des d'Alemanya. Aquesta força austrohongaresa-alemanya, formada per 11 divisions, estava sota el comandament d'Hermann von Kövess, posicionat en Belgrad, tenia la missió de cobrir el govern general de Sèrbia i mantenir la línia del front entre Scutari i la frontera amb Bulgària. Es va establir ràpidament un front organitzat i va demostrar el seu funcionament operacional el 30 d'octubre de 1918.
No obstant això, malgrat aquestes contramesures, Paul von Hindenburg, un dels principals responsables militars de l'Alemanya en guerra, va promulgar, en vista dels sucesos dels francesos i serbis, l'acceleració dels processos que van conduir a la derrota de les Potències Centrals i l'obertura de negociacions en vista d'una suspensió d'hostilitats al front occidental i als Balcans.
Finalment, els intents dels austrohongaresos i dels alemanys reflecteixen una incomprensió davant l'audàcia de les tropes franceses i sèrbies posicionades a l'avantguarda de l'ofensiva; segons els estrategs alemanys, incloent August von Mackensen, unitats aïllades de la rereguardia van dur a terme extenses maniobres operatives que eren incomprensibles o fins i tot impensables.

## L'alliberament de Sèrbia, Albània i Montenegro
El cessament de les hostilitats entre els Aliats i Bulgària va soscavar tota la integritat de les forces de les Potències Centrals en els Balcans, alhora que va que trencar la continuïtat territorial entre Alemanya i Àustria-Hongria amb l'Imperi Otomà.
No obstant això, ràpidament es va fer evident que, una vegada trencat el front, les unitats dels Aliats travessarien Sèrbia. Per tant, l'alliberament del territori serbi es va convertir immediatament en un objectiu real de les unitats sèrbies que estaven lluitant en aquest front.
Les forces dels Aliats van avançar en quatre direccions:
- Al centre, el 1r Exèrcit serbi, sota el comandament de Petar Bojović, i parts de l'Armée d'Orient francesa, sota el comandament de Paul Prosper Henrys, van marxar directament cap a Belgrad. Els alemanys van tractar de bloquejar el seu avanç en Niš, però no ho van aconseguir.
- El 2n Exèrcit serbi, sota el comandament de Stepa Stepanović, es va dirigir cap a Kosovo junt amb tropes franceses.
- El coronel Dragutin Mulitinović va ser nomenat per dirigir una força sèrbia, anomenada Tropes Scutari (posteriorment Tropes de l'Adriàtic) per alliberar Montenegro, però quan va començar a avançar cap a Montenegro es va trobar que el país ja havia estat alliberat per les forces paramilitars de Montenegro.
- El 16è Cos d'Exèrcit italià (CSIO), amb el suport de la 57a Divisió francesa, va avançar cap a Albània des del sud.

### Una gran guerra de moviments
La ruptura del front de Macedònia en els últims dies de setembre 1918 va crear la possibilitat d'un ràpid avanç de les unitats franceses i sèrbies, empenyent les derrotades unitats búlgares. Aquesta operació es va dur a terme principalment amb unitats de cavalleria francesa i sèrbia, recolzades per algunes peces d'artilleria com a suport en regions amb condicions físiques i climàtiques especials.

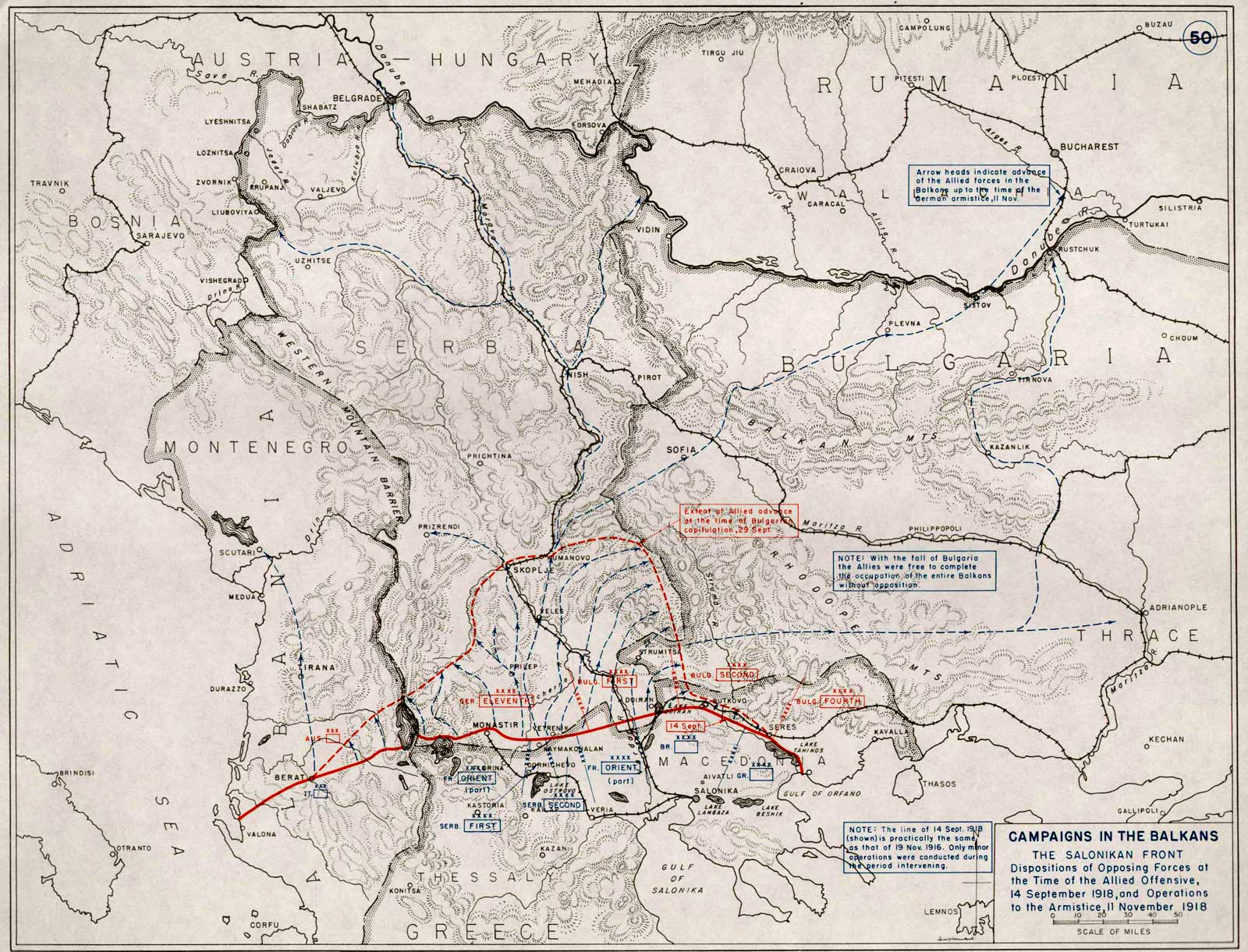
Avanç dels Aliats (octubre-novembre, 1918)

Un cop a Üsküb, a la Macedònia sèrbia, conquerida el 22 de setembre després d'una audaç incursió, les unitats austrohongareses i alemanyes posicionades més al sud van quedar aïllades i es van rendir el 24 de setembre.
A partir del 30 de setembre, les unitats dels Aliats amplifiquen els seus moviments, pressionant cada vegada amb més força a les forces austrohongareses i alemanyes en retidada. Es va assignar aquest gran avanç a un grup mòbil compost per tres divisions de cavalleria amb el suport d'alguns vehicles blindats, comandats per Jouniot-Gambetta, estrateg que va centrar tota la seva operació en la velocitat d'avanç del seu grup mòbil; sembla que el comandament alemany no va tenir prou en compte aquesta acceleració de les operacions, fet que va amplificar la derrota dels exèrcits d'Alemanya i d'Àustria-Hongria desplegats en Sèrbia. Així, de forma ràpida, l'altiplà de Kosovo es va convertir en un objectiu de les tropes sèrbies involucrades en l'operació. Alhora, entre el 9 i 12 d'octubre, Niš, subjecta al saqueig de les tropes alemanyes i austrohongarès en retirada, és atacada i conquerida per dotze unitats del 1r Exèrcit serbi. Pristina va ser alliberada el 10 d'octubre per l'11a Divisió Colonial francesa, i Peć el 17 d'octubre. El 22 d'octubre, els Aliats ocupen la ciutat de Paratschin, al sud de Belgrad. Kosovo també és atacat i Mitrovica cau el 22 d'octubre, autoritzant les operacions en Montenegro i en Bòsnia i Hercegovina. Els serbis, sota el comandament de Mulitinović, van arribar a Podgorica el 31 d'octubre. El 3 de novembre els Aliats van arribar a la frontera amb Bòsnia. Després d'un últim enfrontament, les forces d'ocupació austrohongareses van evacuar Cetinje i la resta del país el 4 de novembre.
Al llarg de la campanya en Sèrbia, les tropes dels Aliats van ser recolzades per partisans que van participar en les revoltes que han marcat la història de l'ocupació austrohongaresa, atacant llocs aïllats i sabotejant canals de comunicació; tot i la repressió, els partisans serbis, per la seva acció, van crear les condicions per a una evacuació accelerada del territori serbi, de vegades abans de l'arribada a la zona de les tropes franceses i sèrbies.
Durant la seva retirada, els exèrcits d'Alemanya i Àustria-Hongria van augmentar les destruccions, dinamitant carreteres, ponts i vies de ferrocarril.

### La captura de Belgrad

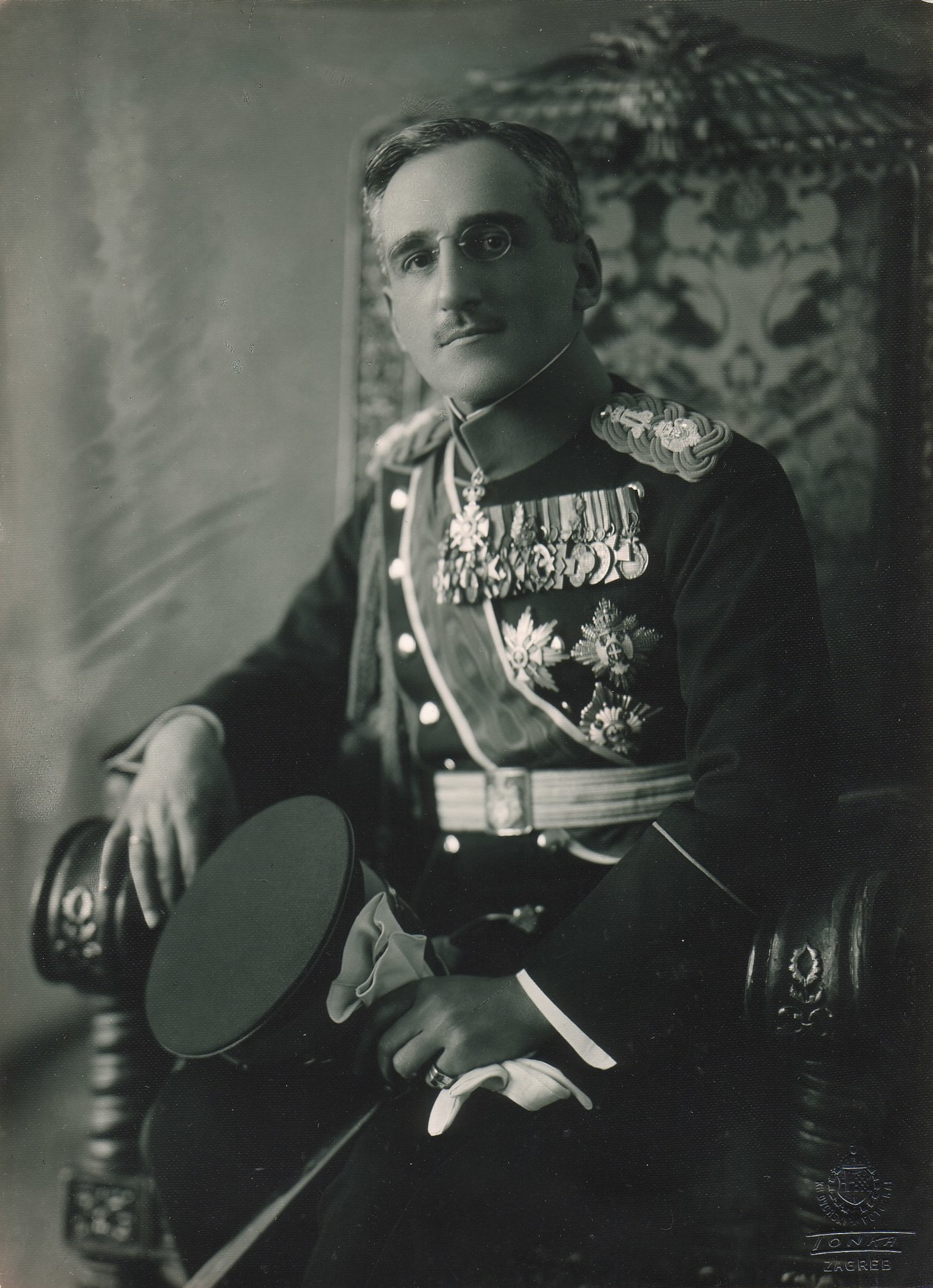
El rei Alexandre I de Iugoslàvia

El 22 d'octubre, les forces franceses i sèrbies van veure la possibilitat d'aconseguir l'objectiu principal dels serbis que lluitaven al país, la capital de Sèrbia, després de les victòries sèrbies en Alexinatz; de fet, el 21 d'octubre, la cavalleria francesa i sèrbia va creuar el Danubi. Tres dies més tard, els alemanys van començar a evacuar la ciutat.
Tot i la seva inferioritat numèrica i material, les tropes franceses i sèrbies van recuperar la capital de Sèrbia, aconseguint, segons l'historiador Gérard Fassy, «un veritable èxit». Aquí, l'exèrcit serbi va detenir el seu avanç, a causa que més al nord ja havia desaparegut l'autoritat d'Àustria-Hongria, i perqué es va proclamar oficialment l'Estat dels Eslovens, Croats i Serbis el 29 d'octubre de 1918.
L'1 de novembre, el Regent Alexandre va fer la seva entrada a la ciutat.

### Les operacions en Àustria-Hongria
Tot i el desplegament d'onze divisions austrohongareses i alemanyes a la regió de Niš, amb prou feines van poder desaccelerar l'avanç dels Aliats. El cap de l'Estat Major austrohongarès, Arthur Arz von Straussenburg, va planejar un replegament cap a les fronteres de 1914, però el seu pla va ser ràpidament desafiat per l'èxit dels Aliats.
El 2 de novembre, les unitats franceses i sèrbies van iniciar operacions en el Banat hongarès, sense trobar un exèrcit organitzat que s'oposés al seu avanç. Alhora, a partir del 4 de novembre, altres unitats van avançar cap a Bòsnia i Hercegovina per ocupar Kotor i el seu port naval.
A més, els estrategs de l'Armée d'Orient francesa van planificar altres operacions més grans per ocupar Bohèmia i Baviera, però es van trobar amb enormes dificultats logístiques i polítiques. Aquests plans van ser descartats ràpidament pels comandaments dels Aliats el 4 de novembre de 1918.

### L'alliberament d'Albània

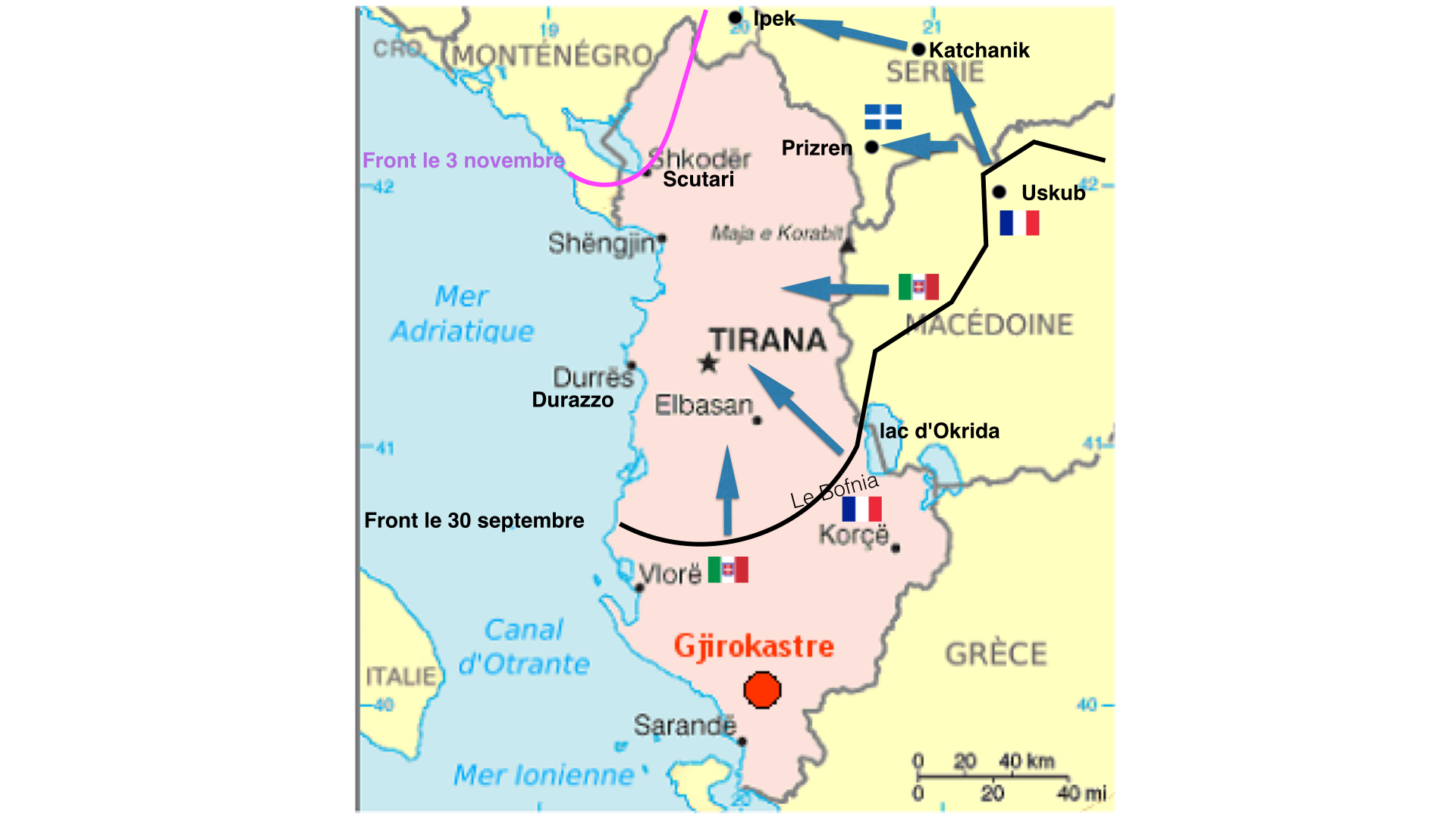
Alliberament d'Albània, 1918

En Albània, el 19è Cos austrohongarès, sota el comandament de Karl von Pflanzer-Baltin, no va tenir més remei que retirar-se cap al nord, per evitar ser envoltat per l'avanç serbi i francès en el seu flanc esquerre. D'altra banda, es va fer impossible l'evacuació pel mar després del bombardeig dels Aliats de Durrës el 2 d'octubre.
El 16è Cos d'Exèrcit italià (CSIO), amb el suport de la 57a Divisió francesa, va avançar des del sud. Va conquerit Berat l'1 d'octubre, Durrës el 16 d'octubre, i finalment Shkodër el 30 d'octubre.
Des de l'est, la 11a Divisió Colonial francesa, la 30a Divisió de Infanteria italiana, i la 3a i 4a Divisió de Infanteria grega, va creuar Albània i van arribar a Elbasan el 8 d'octubre.
El 19è Cos austrohongarès es va retirar a Kotor, on van lliurar les armes després de l'armistici del 3 de novembre.

### Accions en Bulgària, Romania i en l'Imperi Otomà
Després de la capitulació de Bulgària, tres divisions franceses, una grega, i una britànica (la 26a Divisió), anomenades de forma conjunta l'Exèrcit del Danubi, sota el comandament de Henri Mathias Berthelot, van marxar per Bulgària camí cap a la frontera romanesa. A finals d'octubre havien arribat a Russe, Pleven i Veliko Tàrnovo. Això va encoratjar a Romania per tornar a entrar a la guerra el 10 de novembre de 1918. En aquest dia, les tropes dels Aliats van creuar el Danubi per Svixtov i Nicòpol.
Quan els búlgars van establir les seves tropes al front de l'Estrímon, ja no hi havia importants forces de les Potències Centrals per evitar que els Aliats marxessin cap a Istanbul. Les tropes britàniques, gregues i franceses van avançar i van arribar a Makri (Evros), a uns 30 km de la frontera amb Turquia, el 28 d'octubre. L'Imperi Otomà va capitular dos dies més tard.

## Conseqüències

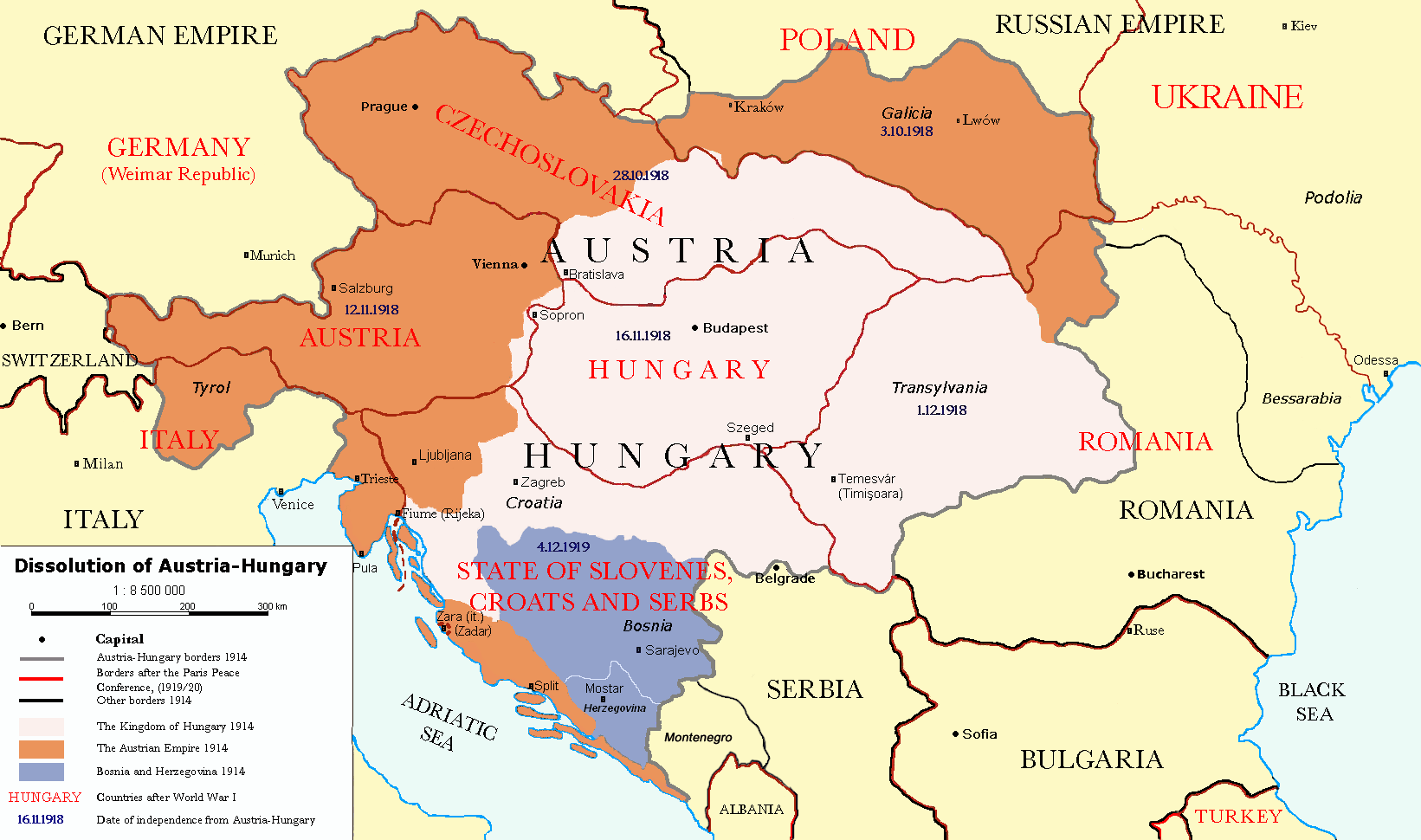
Repartiment de l'Imperi Austrohongarès segons el Tractat de Saint-Germain-en-Laye i el Tractat de Trianon

Amb el col·lapse de Bulgària, Imperi Otomà i Àustria-Hongria, van reaparèixer velles i noves rivalitats entre els Aliats.
Itàlia volia el control total sobre Albània i per això s'oposava a qualsevol participació de l'exèrcit serbi en l'alliberament d'Albània. Itàlia i Sèrbia també es van enfrontar en el qual es va conèixer com la «Qüestió Adriàtica».
En Montenegro va esclatar una guerra civil entre els partidaris de la independència amb el suport d'Itàlia (verds) i els partidaris d'una unió amb Sèrbia (blancs).
Sèrbia i Romania es van disputar la seva influència en la regió de Banat, que fins i tot va portar a França per interposar algunes de les seves tropes entre els exèrcits serbis i romanesos fins que la frontera es va fixar el 10 de setembre de 1919 amb el Tractat de Saint-Germain-en-Laye.

### Ruptura de les relacions directes entre les Potències Centrals i l'Imperi Otomà
Des del primer èxit dels Aliats, la connexió directa entre Alemanya i Àustria-Hongria, per una banda, i l'Imperi Otomà per l'altre, es va veure amenaçada directament en la regió de Niš, posant en qüestió el manteniment dels otomans en el conflicte.
De fet, el ràpid avanç dels Aliats cap a Belgrad, que va provocar les pèrdues d'algunes seccions del ferrocarril Berlín-Bagdad (Bagdadbahn), reobert el gener de 1916, va afectar els llaços econòmics entre Alemanya i l'Imperi Otomà. Aquesta nova ruptura de la continuïtat territorial entre el bloc centreeuropeu de les Potències Centrals i l'Imperi Otomà ja agonitzant, va accelerar la caiguda otomana davant dels Aliats, al mateix temps que les tropes britàniques van derrotar les febles tropes otomanes que lluitaven en Palestina.

### La retirada d'Àustria-Hongria de la guerra
Les consecutives victòries dels Aliats sobre Àustria-Hongria el front italià i Sèrbia, van prococar que els austrohongaresos demanessin als Aliats les condicions per a un cessament de les hostilitats. Entre el 29 i 31 d'octubre, es van dur a terme les negociacions per al front italià, un preludi de l'Armistici de Villa Giusti entre Àustria-Hongria i els Aliats. Com sí no estiguessin obligats per les clàusules de la convenció signada en Itàlia, els hongaresos van signar un acord d'alto el foc el 13 de novembre, en Belgrad.
En el context de la caiguda d'Àustria-Hongria, la campanya de Sèrbia va ser un dels factors de la retirada dels austrohongaresos de la guerra. Hongria va declarar la seva independència a principis de novembre per tractar de dissociar-se de la política bel·licista d'Alemanya, i els serbis que volien aconseguir territoris el més al nord possible dins del marc de la competició que havia entre ells i els italians, aquest repartiment dels Balcans es va dur a terme de forma desorganitzada.